# Георге Антон
Георге Антон (рум. Gheorghe Anton; нар. 27 січня 1993, Теленешти) — молдовський футболіст, півзахисник клубу «Зімбру». Грав за молодіжну збірну Молдови.

## Клубна кар'єра
Народився 27 січня 1993 року в місті Теленешти. Вихованець футбольної школи клубу «Зімбру». Дорослу футбольну кар'єру розпочав 2012 року в основній команді того ж клубу, кольори якої захищає й донині. З початку сезону 2012/13 став основним гравцем команди. Наступного сезону разом з командою став володарем Кубка Молдови.

## Виступи за збірні
2011 року дебютував у складі юнацької збірної Молдови, взяв участь у 2 іграх на юнацькому рівні.
Протягом 2013—2015 років залучався до складу молодіжної збірної Молдови. На молодіжному рівні зіграв у 10 офіційних матчах, забив 1 гол.

## Досягнення
- Чемпіон Молдови (3) :

«Шериф»: 2017, 2018, 2019.
- Володар Кубка Молдови (2):

«Зімбру»: 2013-14
«Шериф»: 2018-19.
- Володар Суперкубка Молдови (1):

«Зімбру»: 2014